# Kościół św. Katarzyny w Będzinie
Kościół parafialny pw. św. Katarzyny w Będzinie-Grodźcu – wybudowano i rozbudowano w latach 1726-1932. Jego patronką jest św. Katarzyna Aleksandryjska z Egiptu.
Parafia grodziecka istniała już od XIII w. (w 1326 r. wymieniana w wykazie świętopietrza w dekanacie sławkowskim), ale najstarsze partie kościoła (dzisiejsze prezbiterium) pochodzą z XVIII w. Pierwotny kościół był drewniany; spłonął w 1620 r. i 1638 r. (wtedy spaliła się także plebania z archiwum parafialnym). Przez sto lat nabożeństwa odbywały się w kościele św. Doroty. Kościół murowany wybudowano w latach 1726-29 za proboszcza ks. Wojciecha Ciołkowicza. Świątynię konsekrował 29 kwietnia 1744 r. biskup Michał Ignacy Kunicki, sufragan krakowski. W latach 1931–32 staraniem parafian i proboszcza ks. Stanisława Bilskiego do kościoła dobudowano część wschodnią - nawę główną i kruchtę oraz wolno stojącą dzwonnicę, a ze starego kościoła utworzono prezbiterium. Projekt rozbudowy wykonał arch. Henryk Oderfeld.
Kościół ma 25 m szerokości, 45 m długości i 18 m wysokości. Starsza, jednonawowa część świątyni stanowi konstrukcję murowano-ceglaną, natomiast konstrukcja nośna nowszej części kościoła stanowi szkielet żelbetowy. Część dobudowaną stanowią trzy nawy, rozdzielone rzędami słupów żelbetowych o wysokości 16,5 m. W latach 90. XX w. przeprowadzono gruntowną modernizację prezbiterium. W zbiorach kościoła znajdują się zabytkowe ołtarze (główny późnobarokowy z początku XVIII w. i dwa boczne z tego samego okresu), obrazy i sprzęty liturgiczne z XVII i XVIII w.
Ceglana wolno stojąca dzwonnica ma 35 m wysokości. 